# خلیل‌خان افشار
خلیل‌خان افشار یا میرزا خلیل‌خان افشار از امرای قزلباش طایفه افشار بود. وی لله پریخان خانم سیاستمدار دوره صفوی (دختر شاه طهماسب یکم) بود. خلیل‌خان افشار به دستور شاه محمد خدابنده پریخان خانم را خفه کرد و شاه نیز به خاطر این خدمت، تمام دارایی خواهر خود را به عنوان پاداش به خلیل‌خان افشار بخشید. خلیل‌خان افشار در توطئه قتل شاه اسماعیل دوم با همیاری پریخان خانم، مسیب‌خان مسیب تکلو، محمدخان تخماق استاجلو و پیره محمدخان استاجلو شرکت داشت.